# Kolossi
Kolossi ( grčki: Κολόσσι  je selo na periferiji Limassola, Cipar. Dijelom se nalazi u suverenim bazama Akrotiri i Dhekelia. Na popisu 2011. je imao 5.651 stanovnika.
Kolossi je poznat po svom srednjovjekovnom dvorcu.

## Vanjske poveznice
|  | Zajednički poslužitelj ima još gradiva o temi Kolossi |